# Quedas do Ruacaná

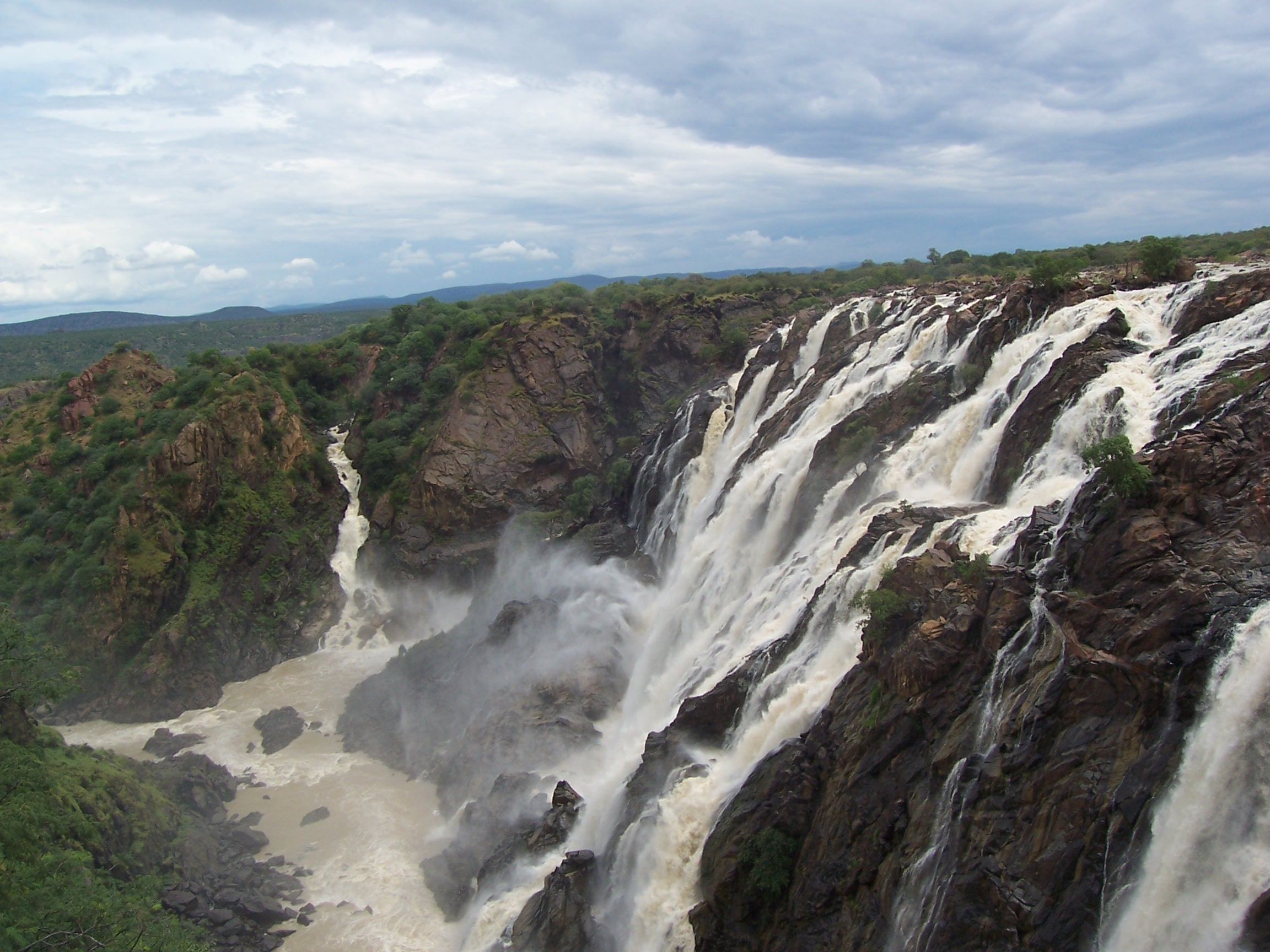
As Quedas de Ruacaná.

As Quedas do Ruacaná são um conjunto de cataratas e rápidos formado pelo rio Cunene nas imediações da povoação de Ruacaná, na fronteira Angola-Namíbia. A queda principal tem 120 m de altura e cerca de 700 m de largura na época das chuvas. O conjunto constitui uma das maiores quedas de água da África, em caudal e em largura. Imediatamente a montante foi construída a Barragem do Ruacaná, a qual em conjugação com a Barragem do Calueque, situada cerca de 40 km a montante, alimenta uma central hidroeléctrica construída pela República da África do Sul na década de 1970 e um sistema de adução de água que serve o norte da Namíbia.

## Valor económico
Abaixo da cachoeira estão instaladas duas centrais hidroeléctricas, uma delas construída na década de 1970 sendo hoje o maior centro electroprodutor da Namíbia. A capacidade instalada da central hidroeléctrica do Ruacaná é de 240 MW.
As quedas de água apenas oferecem o seu aspecto majestoso durante a época das chuvas, mas ainda assim o seu espectáculo impressionante faz do local um destino popular turístico.